# Cata (fille de David IV de Géorgie)
Pour les articles homonymes, voir Cata Bagration et Cata.
Cata Bagration (en géorgien : კატაი ბაგრატიონი), aussi appelée Cataï Bagration (morte en Grèce après 1155), est une princesse géorgienne du XIIe siècle. Fille du roi David IV de Géorgie, elle est mariée par son père au sein de la famille impériale byzantine dans le cadre d'une alliance militaire.

## Biographie
Cata Bagration est la seconde fille du roi David IV de Géorgie (r. 1089-1125). L'identité de sa mère n'est pas certaine, celle-ci pouvant être aussi bien la première épouse de David II, la reine Roussoudan, ou sa seconde femme, Gourandoukht. Cata est connue pour avoir été donné en mariage en 1116 par son père à un prince byzantin. La Chronique géorgienne cite : 
« La même année [1116] il envoya sa fille Cata en Grèce, pour épouser le fils de l'empereur.  »
Le byzantinologue français du XIXe siècle Charles Lebeau identifie cet « empereur » avec le césar Nicéphore Bryenne, tandis que l'époux de Cata serait son fils aîné, Alexis. Il est suivi en cela par Cyrille Toumanoff. La Chronique géorgienne continue en disant que la princesse géorgienne « éclairait » l'Occident des « rayons de soleil » de son père. Cela pourrait signifier que Cata avait contribué au développement de la culture géorgienne dans l'Empire byzantin.
Cata Bagration finit ses jours en Grèce, apparemment après le règne en Géorgie de David V (1155).

## Autres

### Sources
- Cyrille Toumanoff, Les dynasties de la Caucasie chrétienne de l'Antiquité jusqu'au XIXe siècle : Tables généalogiques et chronologiques, Rome, 1990, p. 135-136.
- Marie-Félicité Brosset, Histoire de la Géorgie de l'Antiquité au XIXe siècle, Saint-Pétersbourg, 1849